# 和田郵便局 (奈良県)
和田郵便局（わだゆうびんきょく）は奈良県吉野郡天川村にある郵便局。民営化前の分類では集配特定郵便局であった。

## 概要
住所：〒638-0599 奈良県吉野郡天川村和田534

## 沿革
- 1874年（明治7年）7月 - 和田郵便取扱所として開設[1]。
- 1875年（明治8年）1月1日 - 和田郵便局（五等）となる。
- 1885年（明治18年）10月1日 - 貯金取扱を開始。
- 1890年（明治23年）8月31日 - 貯金取扱を廃止。
- 1899年（明治32年）1月1日 - 貯金取扱を再開。
- 1899年（明治32年）9月16日 - 為替取扱を開始。
- 2004年（平成16年）4月1日 - 塩野簡易郵便局の一時閉鎖[注釈 1]に伴い、取扱業務を承継[2]。
- 2007年（平成19年）3月5日 - ゆうゆう窓口（郵便時間外窓口）を廃止し、配達センター局に移行。
- 2007年（平成19年）10月1日 - 民営化に伴い、併設された郵便事業下市支店和田集配センターに一部業務を移管。
- 2012年（平成24年）10月1日 - 日本郵便株式会社発足に伴い、郵便事業下市支店和田集配センターを和田郵便局に統合。

## 取扱内容
- 郵便、印紙、ゆうパック、内容証明
- 貯金、為替、振替、振込、国債
- 生命保険、バイク自賠責保険
- ゆうちょ銀行ATM
- 「638-05xx」区域（吉野郡天川村のおおむね西南部地域）の集配業務

## 風景印
- 図案は天の川・不動滝・三本佛。局名表記は「奈良　和田」
- 使用開始日は1995年（平成7年）7月7日